# محمود درويش أبو ذر
محمود إسماعيل درويش عوبر آل النجار، محمود درويش (أبو ذر) مناضل وقيادي سابق في منظمة التحرير الفلسطينية ودبلوماسي خدم القضية الفلسطينية منذ ريعان شبابه وانظم لصفوف المقاومة الفلسطينية في بدايات نشوئها وبرز فيها كقائد إقليم وساير مسيرتها من بداياتها قبل أن يكمل نضاله في خدمة الدبلوماسية الفلسطينية. :-)تزوج وانجب ثمانية أطفال. ش

## نبذة عن نشأته
محمود درويش أبو ذر هو النجل الأصغر لإسماعيل العوبر مختار بورين بنابلس. ولد عام 1944 ببورين، متحصل على بكالوريوس علم النفس من جامعة الإسكندرية، قاوم الاحتلال الصهيوني في فلسطين والأردن ولبنان بجانب اخوانه من فتح، شغل منصب امين سر إقليم الجزائر ثم وزير مفوض لدى سفارة فلسطين بالجزائر بعد اعلان الدولة الفلسطينية بالجزائر.